# Station Warszawa Dawidy
Station Warszawa Dawidy is een spoorwegstation in het stadsdeel Ursynów in de Poolse hoofdstad Warschau.